# Heinrich Klutmann
Georg Heinrich Klutmann (* 18. August 1847 in Witten; † 8. Juni 1905 in Berlin) war ein deutscher Architekt und preußischer Baubeamter.

## Leben
Heinrich Klutmanns Eltern waren der Kaufmann Georg Heinrich Klutmann und Luise Klutmann geborene Deutelmoser. Er absolvierte ein Architekturstudium und bestand 1871 die Bauführer-Prüfung. Nach bestandener Baumeisterprüfung 1875
heiratete er Antonie Schmitt und war dann spätestens ab 1879 als Regierungsbaumeister in Berlin tätig. Als Landbauinspektor war er bei der Ministerial-Baukommission angestellt und leitete den Bau des ethnologischen Museums (Völkerkundemuseum) in Berlin.
1890 wurde er zur Regierung in Kassel versetzt, 1892 zum Regierungs- und Baurat ernannt und an die Regierung in Oppeln überwiesen und 1893 an die Regierung in Frankfurt (Oder) versetzt. 1898 wurde er an die Ministerial-Baukommission in Berlin versetzt und zum Geheimen Baurat befördert. 1899 wurde er zum Mitglied des Königlich Technischen Prüfungsamtes in Berlin ernannt.
Während seiner Amtszeit war Klutmann mehrmals Mitglied des Preisgerichts bei Wettbewerben; 1887 beim Wettbewerb für ein naturhistorisches Museum in Münster,
1890 beim Preisausschreiben für ein Kaiser-Wilhelm-Denkmal in Westfalen

und 1897 beim Wettbewerb für ein Berger-Denkmal bei Witten

## Ehrungen
- 1886: Roter Adlerorden IV. Klasse[14]
- 1900: Königlicher Kronenorden II. Klasse[15]

## Bauten
- 1877: Kriegerdenkmal in Witten[16]
- 1880–1886: Völkerkundemuseum in Berlin (Entwurf der Einrichtung, Oberbauleitung zusammen mit Baurat Ende; nicht erhalten)[17]
- 1881: Kriegerdenkmal in Löwenberg[18]
- 1881/1882: Wohnhaus für Herrn Theodor Müllensiefen am Crengeldanz bei Witten a. d. Ruhr[19]
- 1885–1887: Um- und Erweiterungsbau der Anatomie an der Charité in Berlin[20]
- 1886: Leichenschauhaus in Berlin (Ausführung zusammen mit Bauinspektor Fritz Zastrau)[21]
- 1888: Kinderkrankenhaus der Charité in Berlin (Entwurf und Oberbauleitung)[22]
- 1889–1892: Friedrich-Wilhelms-Universität, Umbau[23]
- 1891–1895: Gerichtsgebäude in Beuthen, Erweiterung (Oberaufsicht zusammen mit Regierungs- und Baurat Klopsch)[24]
- 1896: Regierungspräsidium Frankfurt (Oder) (Vorentwurf und Bauaufsicht; heute Hauptgebäude der Europa-Universität Viadrina)[25]
- 1897–1905: Botanischer Garten in Berlin (beteiligt als Vertreter der Ministerial Militär- und Baukommission)[26]
- 1899–1900: Verklärungskirche in Berlin-Adlershof (Entwurf zusammen mit Robert Leibnitz; Baudenkmal)[27]
- 1901–1902: Polizeidienstgebäude in Rixdorf, Kaiser-Friedrich-Straße (seit 1920 Sonnenallee) / Ecke Wildenbruchstraße (Ausführung; Ausarbeitung des Entwurfs durch Paul Kieschke und Oskar Launer; Baudenkmal)[28][29]
- 1903–1905: Hygienisches Institut der Universität Berlin, Physiologisches Institut (Ausführung nach Entwurf von Georg Thür; Baudenkmal)[30]
- 1907: Erweiterungen des Anatomischen Instituts in Berlin (Zeitweise Geschäftsleitung)[31]

## Wettbewerbsentwürfe
- 1882: Candelaberconcurrenz der Stadterweiterung Köln (1. Preis)[32] und Erbbegräbnis Frenkel auf dem jüdischen Friedhof, Berlin-Weißensee (4. Platz)[33]

## Veröffentlichungen
- Massive Unterlagen für Holzcementbedachung. In: Centralblatt der Bauverwaltung. Nr. 49, 1882, S. 448 (zlb.de).
- Die in Berlin gebräuchlichsten natürlichen Bausteine. In: Centralblatt der Bauverwaltung. Nr. 35, 1882, S. 317, 330, 338 (zlb.de).
- Das Königliche Museum für Völkerkunde in Berlin. In: Zeitschrift für Bauwesen. Nr. 1, 1887, Sp. 45–52 (zlb.de).
- Die Preisbewerbung für den Neubau eines naturhistorischen Museums in Münster I./W. In: Centralblatt der Bauverwaltung. 17a, 1888, S. 192 (zlb.de).
- Zum Wettbewerb für die Erlangung von Entwürfen für das Kaiser Wilhelm-Denkmal der Rheinprovinz. In: Centralblatt der Bauverwaltung. Nr. 43, 1889, S. 405–406 (zlb.de).
- Betriebsergebnisse einer Fußbodenheizung. In: Centralblatt der Bauverwaltung. 48a, 1889, S. 463 (zlb.de).
- Der Wettbewerb um das Berger-Denkmal bei Witten. In: Centralblatt der Bauverwaltung. Nr. 24, 1898, S. 280 (zlb.de).